# نیکلاس سنت روف
نیکلاس سنت روف (انگلیسی: Nicolas Saint-Ruf؛ زادهٔ ۲۴ اکتبر ۱۹۹۲) بازیکن فوتبال اهل فرانسه است.
از باشگاه‌هایی که در آن بازی کرده‌است می‌توان به باشگاه فوتبال نانسی، باشگاه فوتبال باستیا، باشگاه ورزشی مون‌پلیه، و باشگاه فوتبال لانس اشاره کرد.
وی همچنین در تیم ملی فوتبال جزیره گوادلوپ بازی کرده‌است.